# As Aventuras de Gui & Estopa
As Aventuras de Gui & Estopa ist eine brasilianische Zeichentrickserie.

## Handlung
Die Serie handelt von den Missgeschicken von Gui, ein junger Westie, der mit seinem besten Freund Estopa, seiner Freundin Krokette, seinem Tyrann Pitiburro und anderen zusammenlebt.

## Produktion und Veröffentlichung
Die Serie wurde von 2009 in Brasilien unter der Regie von Mariana Caltabiano produziert. 2006 veröffentlichte die Serie zwei Pilotfolgen, The Dog's In Concert und Férias Frustradas.
Die Erstausstrahlung erfolgte in vier Staffeln von 2009 bis 2017 durch Cartoon Network in Brasilien. Die lateinamerikanische Erstausstrahlung erfolgte am 2. Dezember 2013 auf Tooncast und Boomerang. Seit April 2021 strahlt Boomerang die fünfte Staffel der Serie aus.